# Banksia ser. Grandes
Banksia ser. Grandes es una serie taxonómica en el género Banksia. Se compone de dos especies estrechamente relacionadas en la sección Banksia, ambas endémicas de Australia Occidental.

## Especies
- Banksia grandis
- Banksia solandri